# Cindy Van Acker

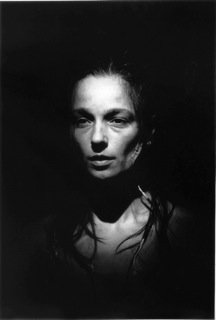
Cindy Van Acker

Cindy Van Acker (Winfield (Verenigde Staten), 29 juli 1971) is een Vlaamse choreografe. 

## Biografie
Van Acker was even actief voor het Koninklijk Ballet van Vlaanderen en aansluitend bij het Grand Théâtre de Genève. Ze begon haar eigen gezelschap Greffe in 2002 waarmee ze samenwerkte met onder andere Pan Sonic en Romeo Castellucci (sinds 2008, Inferno). Sinds 2006 is ze verbonden aan de Lausanne High School of Theatre. 
Van Acker woont en werkt in Genève. 

## Erkenning
- 2005 - Biënale van Venetië voor Zwitserland met Corps 00:00
- 2023 - Hans Reinhart Ring

## Werk (selectie)
- 2002 - Corps 00:00
- 2003 - Balk 00:49
- 2003 - Fractie
- 2005 - Pneuma 02:05
- 2007 - Kernel
- 2008 - Lanx et Obvie
- 2009 - Nixe, Obtus, Antre et Nodal
- 2011 - Diffraction
- 2013 - Magnitude, Helder et Drift
- 2021 - Without Referencecs